# 금 (중국 성씨)

찐(金[jīn], 琻)은 중국의 성씨이다.

## 기원
- 중국 태고 때 소호금천씨는 김(金)씨였다. 한 무제 어머니인 효경황후 왕지의 전 남편은 김(金)씨였다.
- 한 무제가 흉노족에게 김(金)씨 성을 사성했다고도 한다. 후한 말 인물 김의, 김선은 김일제 후손이라고 전한다.
- 초나라와 관련이 있는 오월의 전(錢)씨는 진과 유사하게 발음되고 뜻도 금과 같이 돈(황금)을 뜻하여 전류의 자손들이 김(金)으로 개성하였다. 초나라 근(靳)도 진으로 발음되어 진(金)씨가 되었다고 믿어 지기도 한다. 원나라 때 일부 호족에게 김씨로 재본성하였다. 송나라 때 중국에 들어온 유태인들이 김(金), 리(李), 애(艾), 장(张)씨 성을 등을 득성했다고 한다. 김(金)의 중국 남방 지방 광둥어는 감, 금이다.

## 발음
금(金)은 중국어로 '찐',  광둥어로는 '깜'으로 발음한다.